# Nicolò Barella
Nicolò Barella (Cagliari, 7 februari 1997) is een Italiaans voetballer die doorgaans als centrale middenvelder speelt. Hij verruilde Cagliari in september 2020 voor FC Internazionale Milano, dat hem daarvoor al huurde. Barella debuteerde in 2018 in het Italiaans voetbalelftal.

## Clubcarrière

### Cagliari
Barella werd in 2006 opgenomen in de jeugdopleiding van Cagliari. Hiervoor debuteerde hij op 4 april 2015 in de Serie A, tegen Parma. Hij kreeg op 31 mei 2015 zijn eerste basisplaats, tegen Udinese. Cagliari degradeerde dat jaar uit de Serie A, maar ook een niveautje lager kwam Barella nog weinig aan spelen toe. Hij speelde negen wedstrijden in zijn eerste jaar bij Cagliari, waarna hij verhuurd mocht worden. 
Cagliari verhuurde Barella in januari 2016 voor zes maanden aan Como, ook uitkomend in de Serie B. Hij maakte op 16 januari tegen AC Perugia zijn debuut voor Como. Hij speelde zestien wedstrijden voor Como.
Na zijn terugkeer groeide hij uit tot basisspeler bij Cagliari, dat weer was gepromoveerd. In de Serie A speelde Barella in het seizoen 2016/17 28 wedstrijden voor Cagliari, dat knap elfde werd. Op 17 september 2017 scoorde Barella tegen SPAL in zijn 44'ste wedstrijd voor Cagliari zijn eerste goal in het betaalde voetbal. Hij zou dat seizoen zes keer scoren in 34 competitiewedstrijden en vijftiende eindigen. Het stond twee wedstrijden voor het einde nog op een degradatieplek, maar won de laatste twee potjes van ACF Fiorentina en Atalanta Bergamo. Wel pakte hij dertien gele kaarten (en één keer tweemaal geel) in de Serie A, de meeste van alle spelers dat seizoen. Op 16 september 2018 was hij op 21-jarige leeftijd voor de eerste keer aanvoerder van Cagliari in een 1-1 gelijkspel tegen AC Milan. 
Op 24 februari 2019 speelde Barella tegen UC Sampdoria zijn 100'ste wedstrijd voor Cagliari. Dat seizoen was hij de speler in de Serie met de meeste balveroveringen (253). Verder werd hij verkozen tot beste middenvelder van het seizoen en opgenomen in het Serie A Team van het Jaar. In totaal speelde Barella 112 wedstrijden voor Cagliari, waarin hij goed was voor zeven goals en zes assists. 

### Internazionale
Barella tekende in juli 2019 bij Internazionale. Hij werd een seizoen gehuurd met een verplichte koopoptie. Cagliari kreeg hier circa €40.000.000,- voor. Hij maakte op 26 augustus met een assist op Antonio Candreva zijn debuut tegen US Lecce. Als invaller maakte hij op 17 september tegen Slavia Praag tijdens zijn Champions League-debuut zijn eerste goal voor Inter. 
Op 9 november scoorde hij tegen Hellas Verona zijn eerste competitiedoelpunt voor Inter. Met Inter eindigde Barella eindigde als nummer twee in de Serie en verloor het de Europa League-finale van Sevilla met 3-2, mede door twee goals van Luuk de Jong. Wel werd hij opgenomen in het Serie A Elftal van het Jaar (voor de tweede keer op rij) en het Europa League Team van het Jaar. Hij kwam tot vier goals en acht assists in 41 wedstrijden dat seizoen.
Op 17 januari 2020 was Barella goed voor een goal en een assist tegen regerend landskampioen en naaste belager Juventus, dat met 2-0 verslagen werd. Het was een belangrijke stap richting de eerste landstitel in elf jaar en de eerste uit de carrière van Barella. Hij werd opnieuw verkozen tot beste middenvelder van de Serie A en werd voor de derde keer op rij verkozen in het Serie A Elftal van het Jaar. 
Barella begon het seizoen 2021/22 opnieuw sterk, met één goal en zes assists na acht competitiewedstrijden. Op 5 november verlengde Barella zijn contract bij Inter tot de zomer van 2026. Op 12 januari 2022 werd Juventus verslagen in strijd om de Supercoppa, terwijl vier maanden later datzelfde Juventus verslagen werd in de finale van de Coppa Italia. Barella scoorde zelf de openingstreffer en won met Inter na verlenging met 4-2. De titel kon het niet verdedigen, die ging naar stadsgenoot AC Milan. Zelf was Barella goed voor twaalf assists in de competitie: sinds de data in het seizoen 2004/05 werd bijgehouden kwam geen Serie A-speler tot meer assists. Hij werd voor de vierde keer op rij opgenomen in het Serie A Elftal van het Jaar. 
In de tweede seizoenshelft van 2022/23 speelde Barella drie finales: de Supercoppa tegen AC Milan (3-0 winst, één assist voor Barella), de finale van de Coppa Italia tegen ACF Fiorentina (2-1 winst, één assist Barella) en de finale van de UEFA Champions League. Deze werd met 1-0 gewonnen door Manchester City. Inter eindigde als tweede in de competitie achter SSC Napoli, maar Barella werd voor de derde keer verkozen tot Beste Middenvelder van het Seizoen en voor de vijfde achtereenvolgende keer opgenomen in het Serie A Elftal van het Jaar. 
Op 30 september 2023 was Barella tegen US Salernitana 1919 voor het eerst aanvoerder van Inter, omdat vaste captain Lautaro Martínez op de bank begon. Een maand later speelde Barella tegen AS Roma zijn 200'ste wedstrijd voor Inter. Dat seizoen won Barella voor de tweede keer in zijn carrière de Serie A en voor de derde keer op rij de Supercoppa. 

## Clubstatistieken
| Seizoen | Club           | Competitie | Competitie | Competitie | Competitie | Beker | Beker | Beker | Internationaal | Internationaal | Internationaal | Totaal | Totaal | Totaal |
| Seizoen | Club           | Competitie | Wed.       | Dlp.       | Ass.       | Wed.  | Dlp.  | Ass.  | Wed.           | Dlp.           | Ass.           | Wed.   | Dlp.   | Ass.   |
| ------- | -------------- | ---------- | ---------- | ---------- | ---------- | ----- | ----- | ----- | -------------- | -------------- | -------------- | ------ | ------ | ------ |
| 2014/15 | Cagliari       | Serie A    | 3          | 0          | 0          | 1     | 0     | 0     | —              | —              | —              | 4      | 0      | 0      |
| 2015/16 | Cagliari       | Serie B    | 5          | 0          | 1          | 0     | 0     | 0     | —              | —              | —              | 5      | 0      | 1      |
| 2015/16 | → Como         | Serie B    | 16         | 0          | 1          | 0     | 0     | 0     | —              | —              | —              | 16     | 0      | 1      |
| 2016/17 | Cagliari       | Serie A    | 28         | 0          | 1          | 2     | 0     | 0     | —              | —              | —              | 30     | 0      | 1      |
| 2017/18 | Cagliari       | Serie A    | 34         | 6          | 0          | 1     | 0     | 0     | —              | —              | —              | 35     | 6      | 0      |
| 2018/19 | Cagliari       | Serie A    | 35         | 1          | 4          | 3     | 0     | 0     | —              | —              | —              | 38     | 1      | 4      |
| 2019/20 | Internazionale | Serie A    | 27         | 1          | 5          | 4     | 1     | 2     | 10             | 2              | 1              | 41     | 4      | 8      |
| 2020/21 | Internazionale | Serie A    | 36         | 3          | 9          | 4     | 0     | 3     | 6              | 0              | 1              | 46     | 3      | 13     |
| 2021/22 | Internazionale | Serie A    | 36         | 3          | 13         | 6     | 1     | 0     | 6              | 0              | 0              | 48     | 4      | 13     |
| 2022/23 | Internazionale | Serie A    | 35         | 9          | 10         | 5     | 0     | 3     | 12             | 3              | 0              | 52     | 9      | 10     |
| 2023/24 | Internazionale | Serie A    | 37         | 2          | 6          | 3     | 0     | 0     | 8              | 0              | 1              | 48     | 2      | 7      |
| TOTAAL  | TOTAAL         | TOTAAL     | 292        | 25         | 50         | 29    | 2     | 8     | 42             | 5              | 3              | 363    | 29     | 58     |

Bijgewerkt t/m 27 mei 2024.

## Interlandcarrière
Barella kwam uit voor alle Italiaanse nationale jeugdelftallen vanaf Italië –15. Hij bereikte met Italië –19 de finale van het EK –19 van 2016, deed met Italië –20 mee aan het WK –20 van 2017 en nam met Italië –21 deel aan het EK –21 van 2019. Barella debuteerde op 10 oktober 2018 in het Italiaans voetbalelftal in een vriendschappelijk duel in Genua tegen Oekraïne (1–1). Hij begon in de basis en werd in de 78ste minuut vervangen door Lorenzo Pellegrini. Barella maakte zijn eerste doelpunt voor de nationale ploeg in zijn vijfde interland, een EK-kwalificatieduel tegen Finland (2–0 winst) in Udine.
Barella maakte deel uit van de selectie die het EK 2020, door corona een jaar uitgesteld, won met Italië. In de kwartfinale tegen België was hij met een goal en assist belangrijk voor de 2–1 overwinning. 
Op 24 maart 2024 was Barella in zijn 53ste interland voor het eerst aanvoerder. In de vriendschappelijke interland tegen Ecuador was hij bovendien goed voor zijn negende interlandgoal. Hij werd op 6 juni 2024 door bondscoach Luciano Spalletti opgenomen in de Italiaanse selectie voor het EK 2024 in Duitsland. Italië eindigde als tweede in een groep met Albanië, Spanje en Kroatië, waarna het in de achtste finales werd uitgeschakeld met een 2–0 nederlaag tegen Zwitserland. Barella kwam op het toernooi in iedere wedstrijd in actie en maakte het winnende doelpunt tegen Albanië.

## Erelijst
| Competitie       |        |                  |
| Competitie       | Aantal | Jaren            |
| Cagliari         |        |                  |
| ---------------- | ------ | ---------------- |
| Kampioen Serie B | 1×     | 2015/16          |
| Internazionale   |        |                  |
| Kampioen Serie A | 2×     | 2020/21, 2023/24 |
| Supercoppa       | 3×     | 2021, 2022, 2023 |
| Coppa Italia     | 2×     | 2021/22, 2022/23 |

| Competitie | Winnaar | Winnaar | Runner-up | Runner-up | Derde  | Derde  |
| Competitie | Aantal  | Jaren   | Aantal    | Jaren     | Aantal | Jaren  |
| Italië     | Italië  | Italië  | Italië    | Italië    | Italië | Italië |
| ---------- | ------- | ------- | --------- | --------- | ------ | ------ |
| EK voetbal | 1×      | 2020    |           |           |        |        |